# ديفيد لانديس
ديفيد لانديس هو سياسي أمريكي، ولد في 10 يونيو 1948 في لنكن في الولايات المتحدة. نشط حزبياً في الحزب الديمقراطي. وقد انتخب عضو مجلس ولاية نبراسكا ‏.